# Ever Rivera
Pour les articles homonymes, voir Rivera.
Rivera  Guerrero est un nom espagnol. Le premier nom de famille, en général paternel, est Rivera ; le second, en général maternel, souvent omis, est Guerrero.
Ever Alexander Rivera Guerrero, né à Sapuyes (département de Nariño), le 27 décembre 1991, est un coureur cycliste colombien. 

## Biographie
Il se révèle aux observateurs en 2013. Ainsi, il termine 10e de la Coupe des nations Ville Saguenay, 8e du Tour des Asturies et 3e du Tour de León.
En mars 2016, Ever Rivera, nouvel élément du VC Grand-Case, remporte la quatrième édition du Tour de Saint-Martin.
En août 2018, il termine cinquième du Tour cycliste de Guadeloupe remporté par Boris Carène.

## Palmarès
- 2010
  - 3e du championnats de Colombie sur route juniors
- 2013
  - 3e du Tour de León
- 2016
  - Nagico to Nagico

## Classements mondiaux
| Année            | 2013 | 2014 | 2015 | 2016 |
| ---------------- | ---- | ---- | ---- | ---- |
| UCI Europe Tour  | 417e |      |      |      |
| UCI America Tour |      |      |      | 478e |